# Franziska Gminder

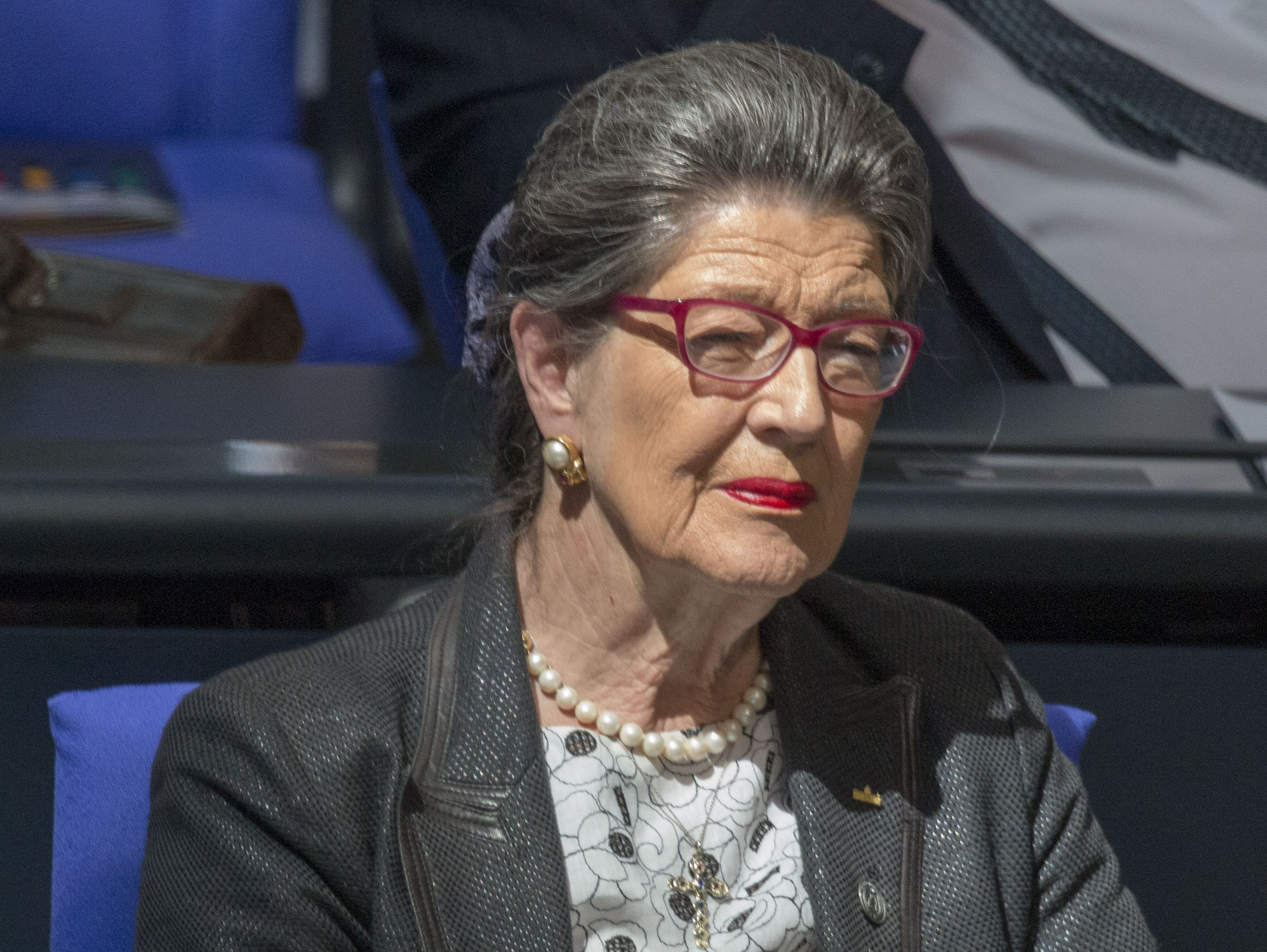
Franziska Gminder 2020 im Deutschen Bundestag

Franziska Ella Marianne Gminder (* 4. Februar 1945 in Gablonz an der Neiße, Reichsgau Sudetenland) ist eine deutsche Politikerin (AfD) und Kauffrau. Von 2017 bis 2021 war sie Mitglied des Deutschen Bundestages.

## Leben und Beruf
Nach dem Abitur 1964 in Speyer absolvierte Franziska Gminder ein Studium der Betriebswirtschafts- und Volkswirtschaftslehre an der Hochschule für Welthandel in Wien, das sie 1969 als Diplom-Kaufmann beendete. Sie verwaltet eine Gewerbeimmobilie mit 170 Parteien, die ihr mehrheitlich gehört.
Franziska Gminder ist verheiratet und hat drei Kinder. Sie lebt in Heilbronn.

## Partei und Abgeordnete
Gminder gehörte 2013 zu den Gründungsmitgliedern der AfD und begründete im Juni 2013 den AfD-Kreisverband Heilbronn mit.
Bei der Landtagswahl in Baden-Württemberg 2016 kandidierte sie als Ersatzkandidatin von Rainer Podeswa im Landtagswahlkreis Heilbronn. Am 21. Januar 2017 wurde sie auf Platz 11 der AfD-Landesliste für Baden-Württemberg gewählt und zog damit bei der Bundestagswahl 2017 in den Bundestag ein.
Im 19. Deutschen Bundestag war Gminder ordentliches Mitglied im Ausschuss für Ernährung und Landwirtschaft sowie im Finanzausschuss. Zudem ist sie als stellvertretendes Mitglied im Ausschuss für Familie, Senioren, Frauen und Jugend vertreten.
Zur Bundestagswahl 2021 trat sie als Direktkandidatin im Wahlkreis Heilbronn an, zog aber mangels eines Listenplatzes nicht erneut in den Bundestag ein.
Gminder gehörte bis 2024 dem Heilbronner Gemeinderat an. Mitte August 2023 trat sie aus der AfD-Fraktion aus und der Fraktion Pro Heilbronn bei, wechselte aber nach wenigen Wochen wieder zurück zur AfD-Fraktion, um ein mögliches Parteiausschlussverfahren zu verhindern.